# Патријархат
Патријархат је друштвени систем у којем положаје доминације и привилегије имају мушкарци. Термин патријархат се користи како у антропологији да опише породицу или клан који контролише отац или најстарији мушкарац или група мушкараца, тако и у феминистичкој теорији да опише ширу друштвену структуру у којој мушкарци као група доминирају над женама и децом.
Патријархална идеологија делује да објасни и оправда патријархат приписујући родну неравноправност инхерентним природним разликама између мушкараца и жена, божанској заповести или другим фиксним структурама. Социолози често одбацују претежно биолошка објашњења патријархата и тврде да су процеси социјализације првенствено одговорни за успостављање родних улога. Они су основа дискриминације жена. Социобиолози упоређују људске родне улоге са родним понашањем код других примата, а неки тврде да родна неједнакост потиче првенствено од генетских и репродуктивних разлика између мушкараца и жена. Социјални конструкционисти оспоравају овај аргумент, тврдећи да су родне улоге и родна неједнакост инструменти моћи и да су постале друштвене норме за одржавање контроле над женама.
Историјски гледано, патријархат се манифестовао у друштвеној, правној, политичкој, верској и економској организацији низа различитих култура. Већина савремених друштава је у пракси патријархална.

## Етимологија и употреба
Патријархат дословно значи „владавина оца“ и долази од грчког πατριάρχης (patriarkhēs), „отац или поглавар расе“, што је сложеница од πατριά (patria), „лоза, порекло, породица, отаџбина“ (од πατήρ patēr, „отац“) и ἀρχή (arkhē), „доминација, ауторитет, суверенитет“.
Историјски гледано, термин патријархат се користио за означавање аутократске владавине мушке главе породице; међутим, од касног 20. века такође се користи за означавање друштвених система у којима власт првенствено имају одрасли мушкарци. Термин су посебно користили писци повезани са феминизмом другог таласа, као што је Кејт Милет; ови писци су настојали да искористе разумевање патријархалних друштвених односа да ослободе жене од мушке доминације. Овај концепт патријархата је развијен да објасни мушку доминацију као друштвени, а не биолошки феномен.

## Три објашњења патријархата
Традиционални патријархат - односи који се темеље на моћи и очинској власти. Очинска власт у грађанском друштву постаје метафора за владара којем се покоравају поданици. У грађанском друштву владар је закон. Као један од начина постанка политичког друштва види у удруживању великог броја патријархалних породица.
Класични патријархат  - теорија политичког права и политичке покорности; синови се рађају потчињени очевима, а тиме и политички потчињени. Политичка је моћ очинска, а произлази из очеве прокреативне моћи. Политичко право сматрало се природним. Моћ оца је патернална. У друштвеном смислу прокреација се моногенетски сматра последицом прокреативне снаге очевог семена. Неки елементи тога присутни су и данас.
Савремени патријархат - братски, уговорни и ствара капиталистичко грађанско друштво. Темељи се на братству као категорији коју не повезује сродство, него чињеница да је неко мушкарац и односи се на јавну сферу. Већина теоретичара уговора сматра да је породица природна институција и да очева власт произлази из његове прокреативне моћи, иако се може темељити и на пристанку. Хобс насупрот томе тврди да је породица "вештачка институција", па је очево право у складу с тим конвенционалне и уговорне природе те почива на сили. Још једно нагађање о пореклу патријархата говори да је у почетку друштвеног постанка друштвени живот био уређен према мајчинском праву (матријархат), а сродство се гледало матрилинијски. Полни промискуитет онемогућавао је утврђивање очинства.

## Настанак патријархата

### Предпатријахална друштва
Налази указују да су у најмлађем добу, око 7000 година п. н. е., на подручју данашње Европе и Мале Азије живјеле веома развијене културе, које су његовале пољопривреду. У то доба жене су играле важну улогу - економски као раднице, духовно као свештенице, те је њихова друштвена улога била наглашена. Родбинске везе су се ослањале на матријархат, дакле кћерке су насљеђивале своје мајке. Мушкарци су имали једнако важне улоге као трговци и занатлије, и како се чини у то доба није било ратова. Важни центри ове ране културе били су на Балкану, на подручју данашње Турске и пред-асирске културе на подручју данашњег Ирана.

### Патријархат
Данас постоје многобројна објашњења и теорије о настанку патријархата. Народи који су насељавали подручје Европе вјероватно су се друштвеним приликама развијали у правцу патријархата. Све промјене се могу довести у везу са азијатским племенима коњаника, који су због суше и наглог пораста броја становника морали напустити своје подручје. До овог процеса сеобе дошло је веома рано (отприлике 3500. п. н. е.). Формирање патријархата, маргинализација жена и оружани сукоби налазе заједничке коријене. Стални ратови и освајања довели су до доминације патријархалних култура. Ове културе су представљале окосницу стварања европске цивилизације (Грчке и Римског царства). Посљедњи центар старе, веома развијене пољопривредне културе, коју су водиле жене био је на Криту, који је нестао у другој половини другог стољећа п. н. е. због посљедица природних катастрофа.